# Bitva u Dien Bien Phu
Bitva u města Dien Bien Phu (čti bitva u Dien Bien Fu, francouzsky bataille de Diên Biên Phu, vietnamsky chiến dịch Điện Biên Phủ) v roce 1954 byla bitva mezi francouzskými koloniálními vojsky v Indočíně na jedné straně a silami komunistického Viet Minhu, podporovanými Sovětským svazem a komunistickou Čínou, na straně druhé. Závěrečná bitva indočínské války skončila velkým triumfem pro Vietnamce.

## Soupeři

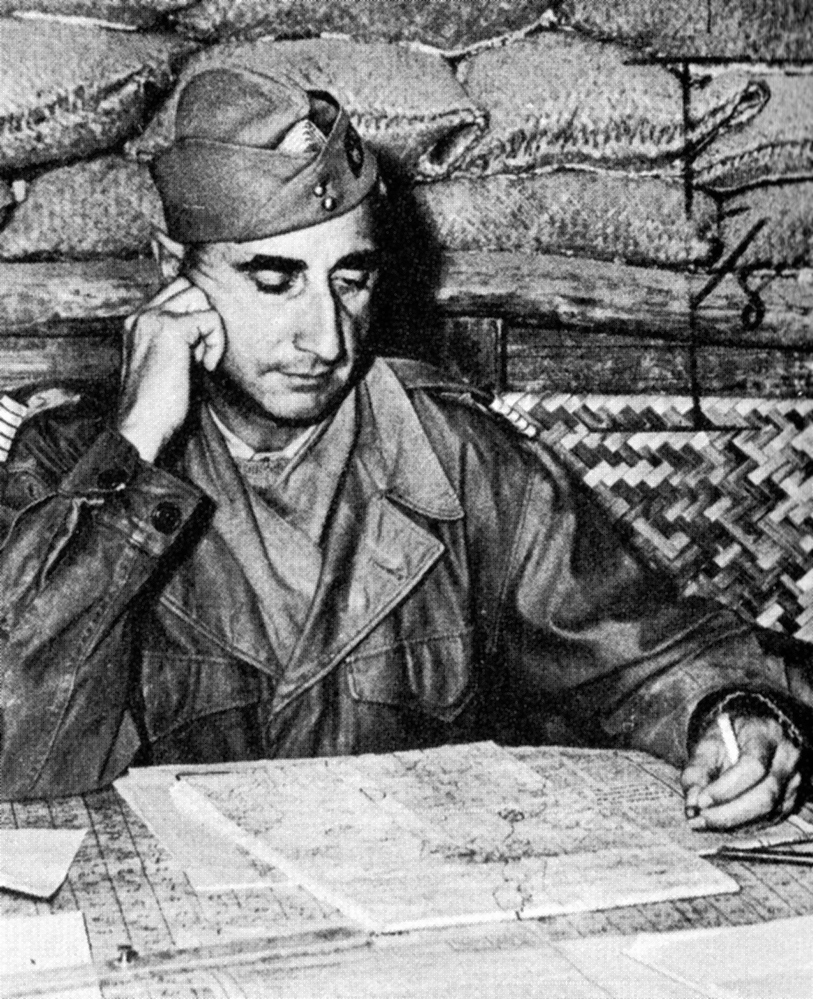
Plk. Christian de Castries, francouzský velitel u Điện Biên Phủ

Francouzi věnovali Dien Bien Phu, takovou pozornost, že velením byli pověřeni tři generálové. Byli to gen. Henri Navarre (vrchní velitel ve Francouzské Indočíně), gen. René Cogny a plk. Christian de Castries (povýšen na generála během bitvy). Cílem francouzské koloniální armády bylo zvítězit ve velké rozhodující bitvě s Viet Minhem. Francouzi potřebovali bojovat proti nepříteli, který byl vidět, a proti kterému mohli efektivně nasadit letectvo, techniku a dělostřelectvo. Toto zakončení indočínské války se mělo uskutečnit právě v údolí u Điện Biên Phủ, městu ležícím v Horním Tonkinu, poblíž hranic s Laosem, vzdálené od Hanoje cca 300 kilometrů. Byla tu rozlehlá planina ohraničená ze stran vyvýšenými body, které později Francouzi obsadili a dali jim ženská jména Anne-Marie, Beatrice, Claudie, Dominique, Eliane, Gabriele, Huguette a Isabelle.
Dne 20. listopadu 1953 obsadili Điện Biên Phủ a okolí francouzští parašutisté, na které Viet Minh střílel již během výsadku. Po dopadu na zem došlo k drobné přestřelce, po které následoval relativní klid na dlouhou dobu. Generál Navarre později uvedl, že cílem zbudování opevněné základny u Điện Biên Phủ byla ochrana Laosu před Viet Minhem. Vzhledem k tomu, že tábor nemohl být zásobován pozemními komunikacemi, vznikl letecký most z Hanoje. Vojáci dostali rozkaz „zakopat se“. Vzhledem k tomu, že věřili, že Điện Biên Phủ brzy opustí, zakopali se jen povrchně. Nebyli informováni, co tam vlastně dělají.
Francouzští výsadkáři a příslušníci cizinecké legie se vydávali na hlídky do okolních kopců. První operace proběhla v prosinci. Legionáři měli za úkol vyhledat vojáky z 8. výsadkového praporu. Když je našli, byl jim v patách Việtminh. Od 15. ledna byly hlídky často napadány. Pokaždé, když nějaká jednotka vyrazila na průzkum, stačilo na okraj údolí, narazila na Việtminh. Francouzi dokázali díky svým radistům poznat, že se k Điện Biên Phủ blíží Việtminh. Generál Navarre však nevěřil generálu Cognymu, že na okolních kopcích se již soustřeďuje Việtminh a rozmisťuje tam dělostřelecké baterie. 
Celé operaci Việtminhu velel zkušený vojevůdce a blízký Ho Či Minův přítel, generál Võ Nguyên Giáp (celý průběh bitvy popsal ve své knize Vietnamská válka). Nechyběla též pomoc spřátelených komunistických zemí v podobě sovětských a čínských poradců.
Genenerál Cogny byl zodpovědný za evakuaci, generál Navarre jako hlavní velitel však rozhodl, že tábor evakuován nebude. Věřil, že Việtminh bude rozprášen letectvem, které již měsíc bombardovalo přístupové cesty. Francouzi nepočítali s houževnatostí nepřítele, se kterou opravoval zasažené cíle. Francouzské letectvo je nestíhalo znovu ničit.

## Průběh bitvy

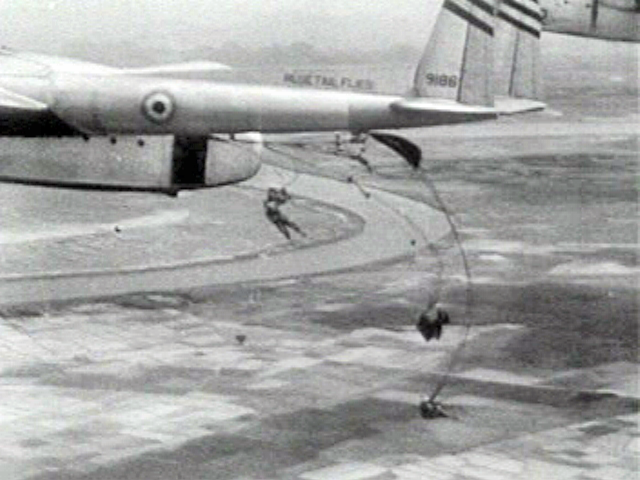
Francouzští parašutisté vyskakují z C-119

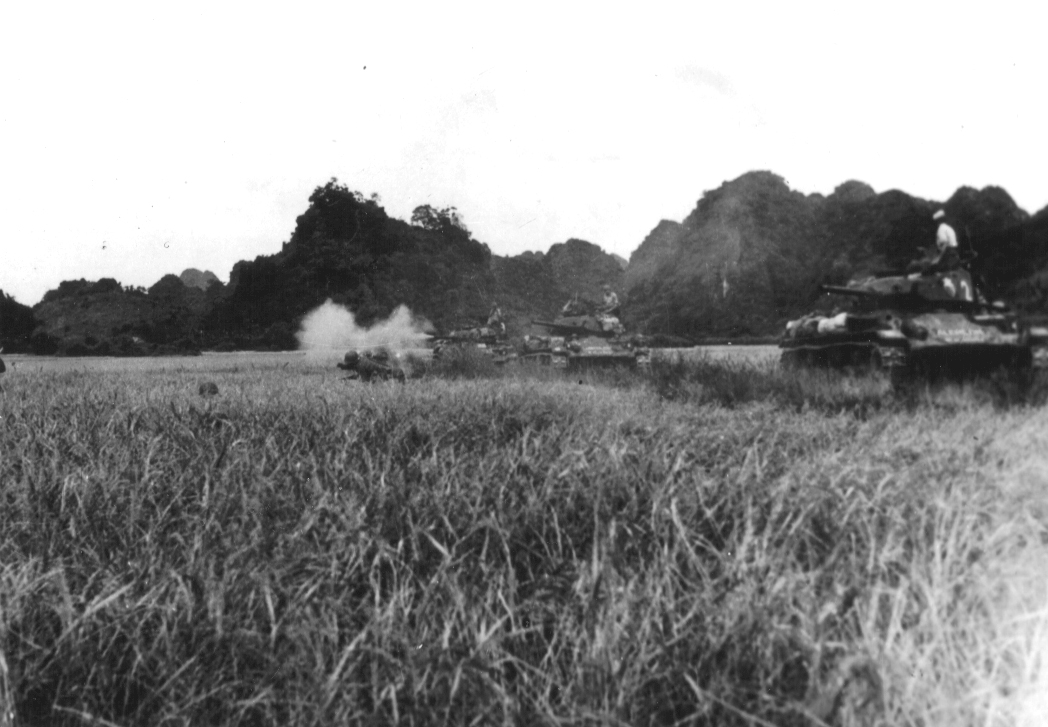
Francouzi operovali s několika americkými lehkými tanky M24 Chaffee

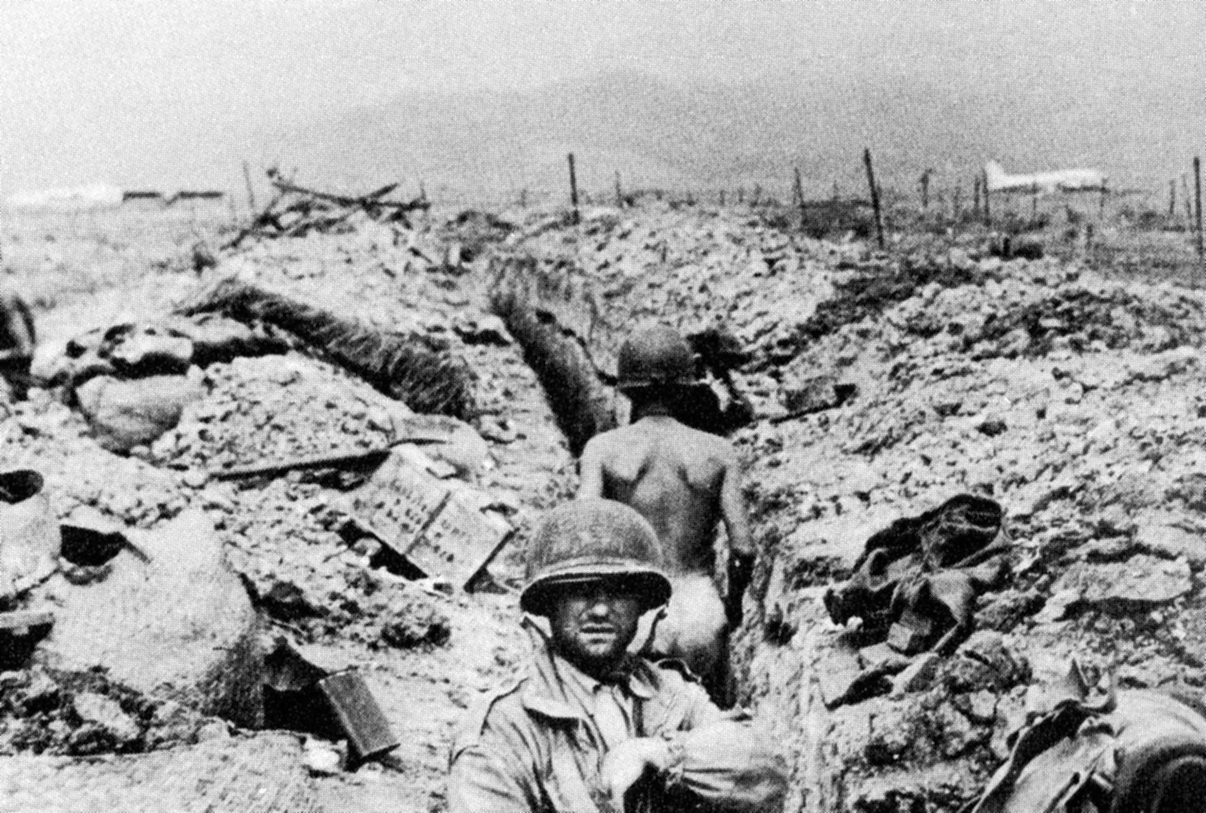
Francouzské jednotky v zákopech

V předvečer osudné bitvy byla situace pro Francouze špatná. Letectvo již nedisponovalo bombardovací eskadrou a posily, které žádal gen. Navarre, mu byly odepřeny, protože vrchní velení v Paříži nepřítele podceňovalo.
Odpoledne 13. března 1954 začala dělostřelecká příprava Việtminhu trvající 12 hodin. Většina výsadkářů, kteří chránili základnu Beatrice, zahynula na svých postech. Vietnamci použili všechny kalibry: 105 mm, minomety 120 mm, 81 mm. Během pěti hodin byl rozprášen celý prapor cizinecké legie. Vzhledem ke špatnému počasí bylo vyloučeno veškeré odvetné bombardování. Ještě ten den padl opěrný bod Beatrice. Francouzi nebyli schopni vypátrat dělostřelecké baterie nepřítele, protože Việtminh děla upevnil na vysunovací rampy, které hned po výstřelu zatáhl zpět do úkrytu.
14. března padla základna Gabriele. Francouzi provedli protiútok s jednotkou nováčků, ale neúspěšně. Vojáci byli nuceni stáhnout se zpět do pevnosti. Na pomoc obleženým vojákům v Điện Biên Phủ přispěchal speciální prapor výsadkářů, který seskočil na Isabele (kopec vzdálený 5 km jižně od Điện Biên Phủ).
28. března dosedlo na letiště v Điện Biên Phủ poslední letadlo. Francouzské letectvo bombardovalo nepřítele napalmem bez jakékoli navigace. Việtminh obsadil okolní kopce, kde zbudoval dělostřelecké posty, ze kterých mohl celou oblast velice přesně ostřelovat a přitom nebyl vidět.
30. března po několikadenní přestávce zahájili Vietnamci útoky proti opěrným bodům Eliane, Dominique a Huguette – tzv. Bitva pěti pahorků (od 30. března do 5. dubna 1954). Nastalo období dešťů, balíky s příděly potravin, munice a lékařského vybavení padaly do oblasti kontrolované Việtminhem. Stalo se dokonce i to, že Francouzům došly padáky určené k zásobovacím přepravám materiálu.
30. dubna zahajuje jednotka kapitána Sassiho operaci Kondor, jejímž cílem byla likvidace zásobování Việtminhu. Bohužel ke schválení operace došlo příliš pozdě, takže neměla takový efekt, jaký byl původně naplánovaný. Prostor Điện Biên Phủ kontrolovaný Francouzi se pomalu zmenšoval, a tak Washington začal uvažovat o přímé letecké intervenci, kterou však podmiňoval požehnáním amerického kongresu. Kongres jej podmiňoval spoluúčastí evropských spojenců a evropští spojenci nechtěli ohrozit právě probíhající jednání v Ženevě, kde vůbec poprvé zasedli k jednacímu stolu s Číňany. A navíc riziko konfliktu s Čínou bylo vážné, takže nakonec ze všeho sešlo. Francouzi až do poslední chvíle věřili, že jim Američané přijdou na pomoc.
Ve Francii začíná sílit hnutí proti válce v Indočíně. Vláda Francie začala v Ženevě vyjednávat se zástupci komunistického Vietnamu. Rozhovory vedl Pierre Mendès France. Cílem Francie bylo vydržet v Điện Biên Phủ do skončení mírových rozhovorů, to však již bylo nemožné, protože poslední den bitvy nasadil Việtminh raketomety Kaťuša. Druhý den 7. května 1954 Francouzi kapitulovali.

## Hodnocení bitvy
Bilance této bitvy byla katastrofální hlavně pro Francii, pro kterou prohra znamenala nejen konec koloniálního panství v Indočíně, ale také cca 8000 zajatých vojáků. Ztráty na obou stranách se pohybovaly kolem 3000 vojáků. I když měl Việtminh mnohem větší ztráty než Francie, mohl se radovat, protože konečně získal svobodu na kterou čekal bezmála 200 let.